# Chiojdu
Chiojdu é uma comuna romena localizada no distrito de Buzău, na região de Valáquia. A comuna possui uma área de 128.41 km² e sua população era de 3661 habitantes segundo o censo de 2007. A comuna é composta por seis vilas: Bâsca Chiojdului, Cătiaşu, Chiojdu, Lera, Plescioara e Poeniţele. Todas elas localizadas na margem do Rio Bâsca Chiojdului. É conhecida pela preservação das velhas tradições e pela arquitetura característica das casas.